# Giovanni Boccaccio
Giovanni Boccaccio (16. června 1313 Toskánsko (zřejmě v Certaldu) – 21. prosince 1375 Certaldo) byl italský básník a novelista. Průkopnická byla jeho volba italštiny jako svého literárního jazyka. Je všeobecně považován za zakladatele italské umělecké prózy. V pozdním věku psal ale i latinsky. Proslul souborem novel Dekameron. Je klíčovým představitelem renesančního humanismu. Byl Petrarcovým přítelem a vystupoval proti středověké mystice a asketismu ještě rozhodněji než on. Křesťanství stavěl na roveň s ostatními náboženstvími. Sehrál klíčovou úlohu při zrovnoprávňování národních jazyků s latinou a prózy s poezií. Jako jeden z prvních autorů se věnoval každodenní zkušenosti, tragické i komické, a viděl ji jako ušlechtilou. Jeho hrdinové jsou aktivní, bijí se s osudem a nespoléhají na božskou milost. Proto je Boccaccio někdy nazýván prvním novověkým spisovatelem vůbec.  

## Život a dílo

### Mládí
Byl nemanželský syn obchodníka a bankéře Boccaccina di Chellino. Matka byla pravděpodobně Francouzka. Vyrůstal ve Florencii. Již v mládí byl otcem poslán na praxi do banky Bardiů v Neapoli. Začal studovat práva, ale přednost dával literatuře. Díky svému uměleckému nadání se ocitl na dvoře neapolského krále Roberta I. z Anjou, jehož sídlo bylo centrem raného humanismu a renesance. Stýkal se zde s přáteli a obdivovateli Petrarcy, díky nimž se Petrarcovým dílem seznámil. V tomto období také napsal svá první díla ve verších a próze, v nichž experimentoval s různými žánry a styly. Ideálem se pro něj stala královnina nemanželská dcera Marie Aquinská, kterou v roce 1342 opěvoval v díle Elegia di Madonna Fiammetta. Existují ovšem i autoři, kteří zpochybňují, že by Marie byla předobrazem Boccacciovy Fiammetty, ba dokonce někteří historici vůbec zpochybňují Mariinu existenci. Asi v roce 1340 se vrátil do Florencie, když se zhoršily majetkové poměry jeho rodiny.  Kvůli finančním potížím vstoupil do státní služby a vystřídal několik funkcí. Pokoušel se dát své finanční záležitosti do pořádku, ale nikdy se mu to už zcela nepodařilo.  

### Diplomat a spisovatel
Roku 1344 napsal básnické dílo Fiesolské nymfy (Ninfale Fiesolano), do češtiny bylo přebásněno roku 1984 Josefem Hiršalem. Dílo bylo napsáno v oktávách a proslavilo se jako první pastýřský epos v italské literatuře.
Roku 1350 vstoupil Boccaccio do diplomatických služeb Florentské republiky. Nejprve byl florentským velvyslancem u pánů z Romagny, poté u Ludvíka, vévody bavorského, v Tyrolsku (1351) a u papeže Inocence VI. v Avignonu (1354). 
Byl v té době již uznávaným básníkem. Na podzim roku 1350 se poprvé setkal s Petrarcou a navázal s ním hluboké přátelství. Petrarcův vliv pomohl Boccacciovi překonat středověkou mentalitu a přijmout rodící se humanismus. Pod jeho vlivem se také stále více věnoval studiu klasických jazyků a antické literatury.

### Dekameron
Známý cyklus Dekameron je považován za vrcholné Boccacciovo dílo. Vznikl mezi roky 1348 až 1353. Jedná se o soubor sta novel převážně s erotickým zaměřením. Příběhy jsou ve stejném poměru rozděleny do deseti dní (deka = deset, hemerá = den); odtud také název cyklu a vypráví je deset mladých lidí (7 žen a 3 muži), kteří utekli z města na venkov, aby se zachránili před morem, který vypukl ve Florencii roku 1348.
Ve svém Dekameronu se Boccaccio jedovatě vysmívá prodejnému, prolhanému a prostopášnému duchovenstvu, které licoměrně hlásá „odříkání se světa“. A vůbec neudivuje, že Katolická církev dílo odsoudila. Na Indexu zakázaných knih byl Boccaccio uváděn až do konce 19. století. Ačkoli byl Boccaccio z Indexu vyškrtnut v roce 1900, ještě v roce 1914 byl jeho Dekameron rektorem římské koleje odsouzen a po rozsudku spálen.
Na počátku šedesátých let 14. století Boccaccio prošel obdobím náboženské krize a návalem kajícnosti. Údajně chtěl kvůli tomu Dekameron zničit. Na Petrarcův zásah od svého záměru ustoupil. Zajímavostí je, že Petrarca o Dekameronu dlouho vůbec nevěděl, Boccaccio se zřejmě styděl mu ho zaslat.

### Pozdní léta
Po dokončení Dekameronu došlo u Boccaccia patrně k osobní emocionální krizi (možná nešťastná láska), neboť zatímco v raných dílech byl autorem příznivě nakloněným ženám a s velkou empatií k nim, jeho satira Il Corbaccio z roku 1354 bývá označována za misogynní. Byla to také jeho na dlouhou dobu poslední práce v italštině, poté se uchýlil k latině. Psal v ní většinou práce zabývající se encyklopedickými nebo filologickými tématy (De genealogia deorum gentilium, De claris mulieribus, De casibus virorum illustrium).
Měl zásluhu na založení první katedry řečtiny na univerzitě ve Florencii a z jeho podnětu byly do latiny přeloženy Homérovy eposy Ilias a Odysseia, a to Leonziem Pilatem, kterého Boccaccio u sebe nechal bydlet v letech 1360 až 1362 a poté prosadil jeho jmenování lektorem řečtiny na univerzitě. Zájem o antiku ovlivnil i jeho literární tvorbu ke konci života. 
Rok 1360 znamenal zlom v Boccacciově společenském životě. Byl podezříván, že se podílel na pokusu o státní převrat během voleb do signorie a z toho důvodu byl na několik let vyloučen z diplomacie a veřejných funkcí. V té době navštívil přátele v Neapoli a několik měsíců pobýval u Petrarcy v  Benátkách.  V roce 1365 byl rehabilitován a pověřen vedením diplomatické mise u papežskému dvoru v Avignonu. 
Slavný básník pracoval až do své smrti, přesto žil v chudobě a většinu svých příjmů získával přepisováním svých děl nebo děl jiných. Od roku 1363 ze zdravotních důvodů větší část roku pobýval v Certaldu. Město Florencie ho v roce 1373 vyzvalo, aby v chrámu San Stefano di Badia předčítal a komentoval Dantovu Božskou komedii.  (Obdiv k Dantovi ho značně odlišoval od Petrarcy, napsal i Dantův životopis Vita di Dante Alighieri). V roce 1374 se však jeho zdravotní stav zhoršil, a tak musel od této činnosti upustit. Dostal se až na začátek 17. zpěvu Pekla. Velký zármutek mu způsobila Petrarcova smrt v červenci 1374. Poslední měsíce života prožil v Certaldu, kde také zemřel  21. prosince 1375 (62 let). Byl pochován v kostele „Chiesa dei Santi Jacopo e Filippo“ v rodném Certaldu.

## Dílo

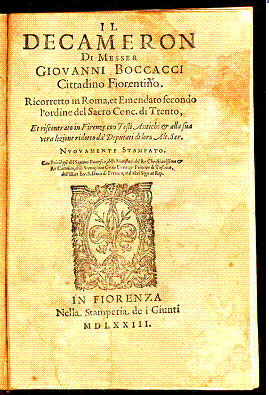
Decameron

### Italská díla
Neapolská fáze
- La caccia di Diana (1334) – krátký epos o 18 zpěvech
- Il Filostrato (1335) – epos ve stancích
- Il Filocolo (1336–1339) – román v próze
- Teseida (1340–1341) – epos ve stancích, dílo bylo dokončeno ve Florencii
- Rime – sbírka básní, které Boccaccio tvořil v průběhu svého života, básně sám nezahrnul do jednoho díla

Léta 1340–1350
- Ninfale d'Ameto (1341–1342) – pastýřský epos ve verších a próze
- Milostná vidina – epos v tercínách, napodobuje Alighierovu Božskou komedii
- Fiesolské nymfy (Ninfale Fiesolano, 1344–1346)
- Elegie o paní Fiamettě (Elegia di madonna Fiammetta, 1342) – román v prózeGenealogia deorum gentilium, 1532

Hlavní dílo

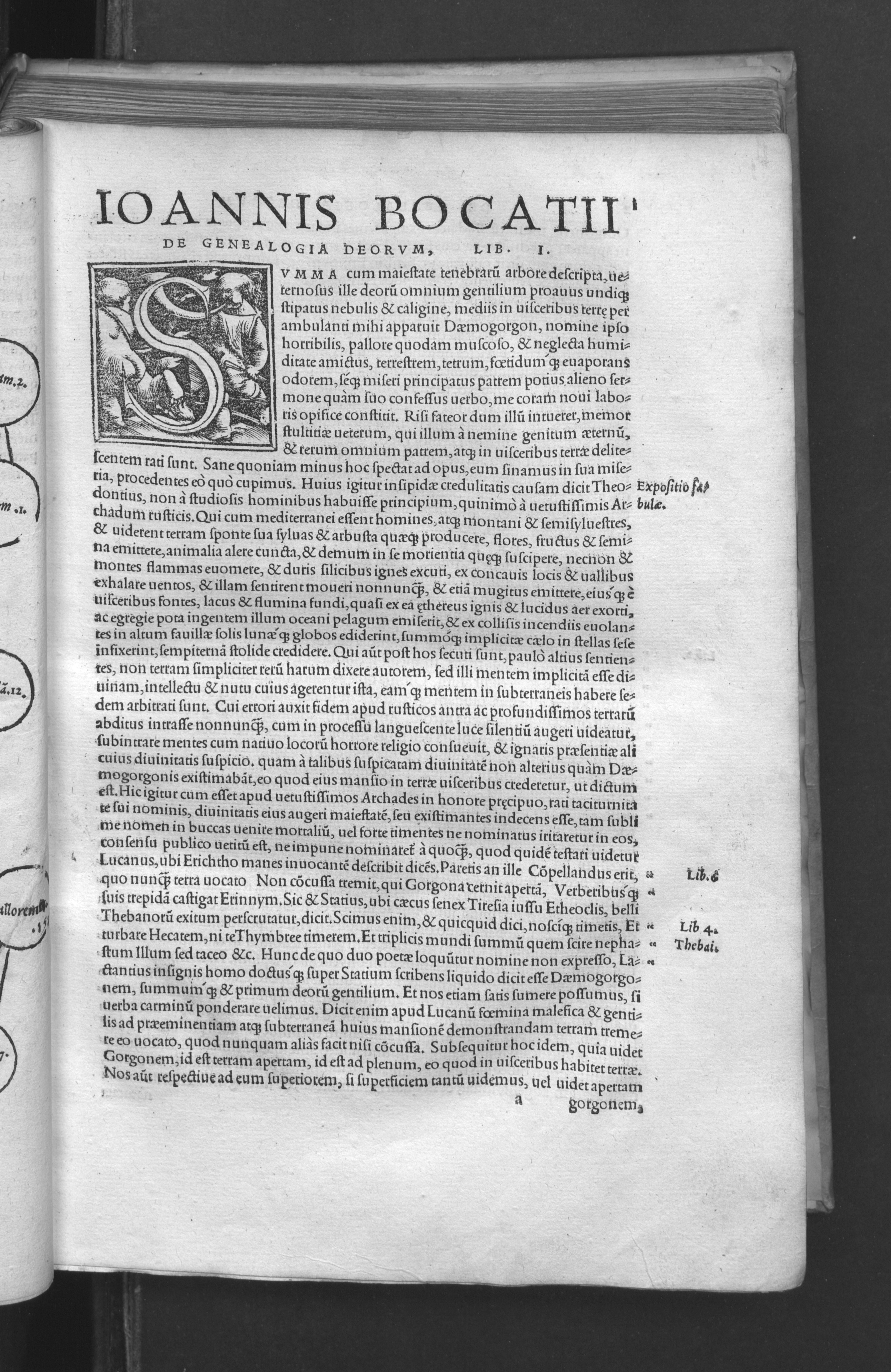
Genealogia deorum gentilium, 1532

- Dekameron (Il Decameron, 1348–1353) – cyklus 100 novel

Pozdní dílo
- Život Dantův (1358–1363)
- O příbězích slavných mužů – latinsky (1355–1374)

### Latinská díla
- Bucolicum carmen 1349–1367, šestnáct eklog
- Genealogia deorum gentilium 1350–1367, sbírka mytologických příběhů z antiky v 15 knihách
- De montibus, silvis, fontibus, lacubus, fluminibus, stagnis, seu paludibus et de nominibus maris liber 1355–1375, rozsáhlý katalog geografických objektů, které se objevují v klasické literatuře
- De casibus virorum illustrium 1356–1373, sbírka epizod ze života slavných osobností, které potkal zlý osud
- De mulieribus claris 1361–1362, sbírka moralizujících biografií slavných žen starověku a středověku

## Fotogalerie

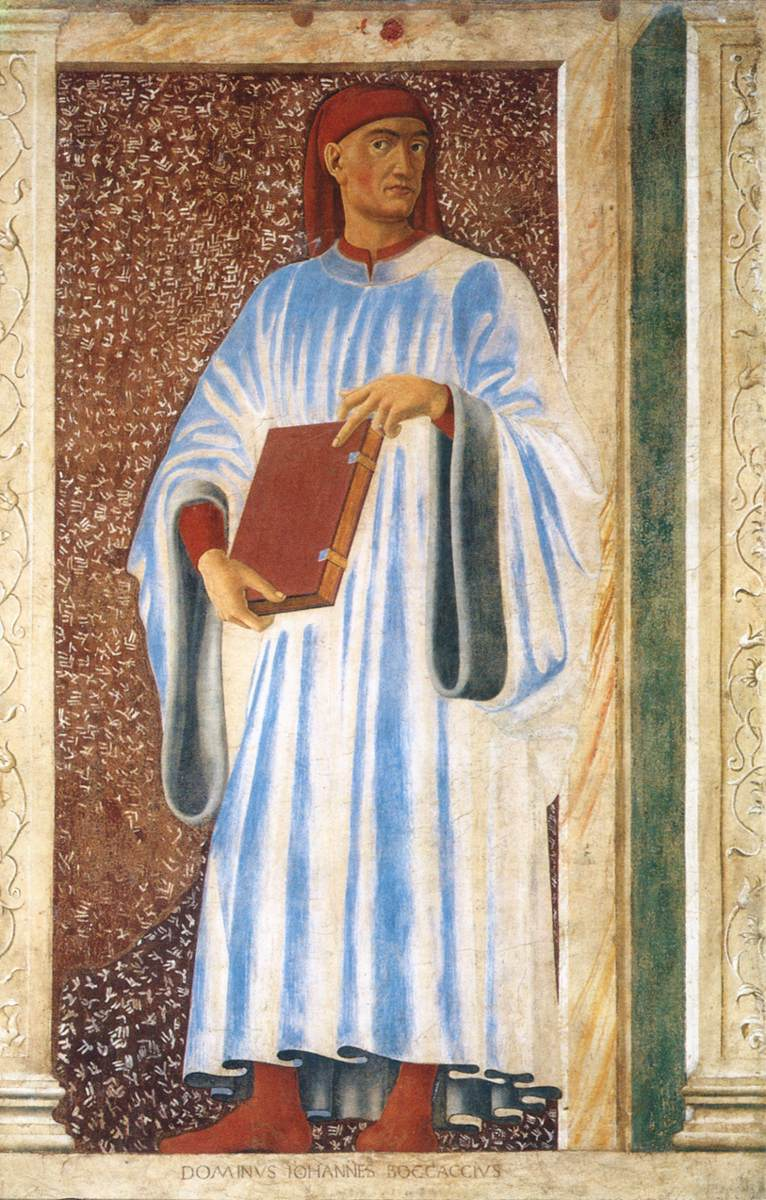
Giovanni Boccaccio (cca 1450)
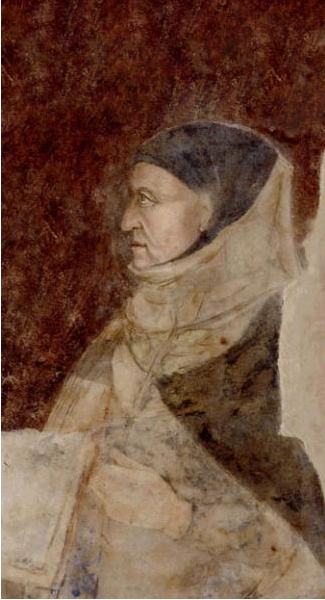
Giovanni Boccaccio
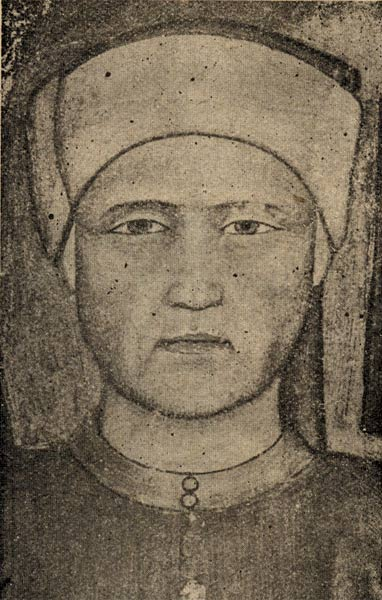
Giovanni Boccaccio
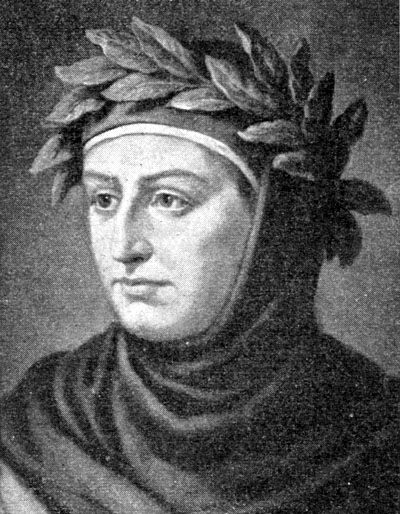
Giovanni Boccaccio
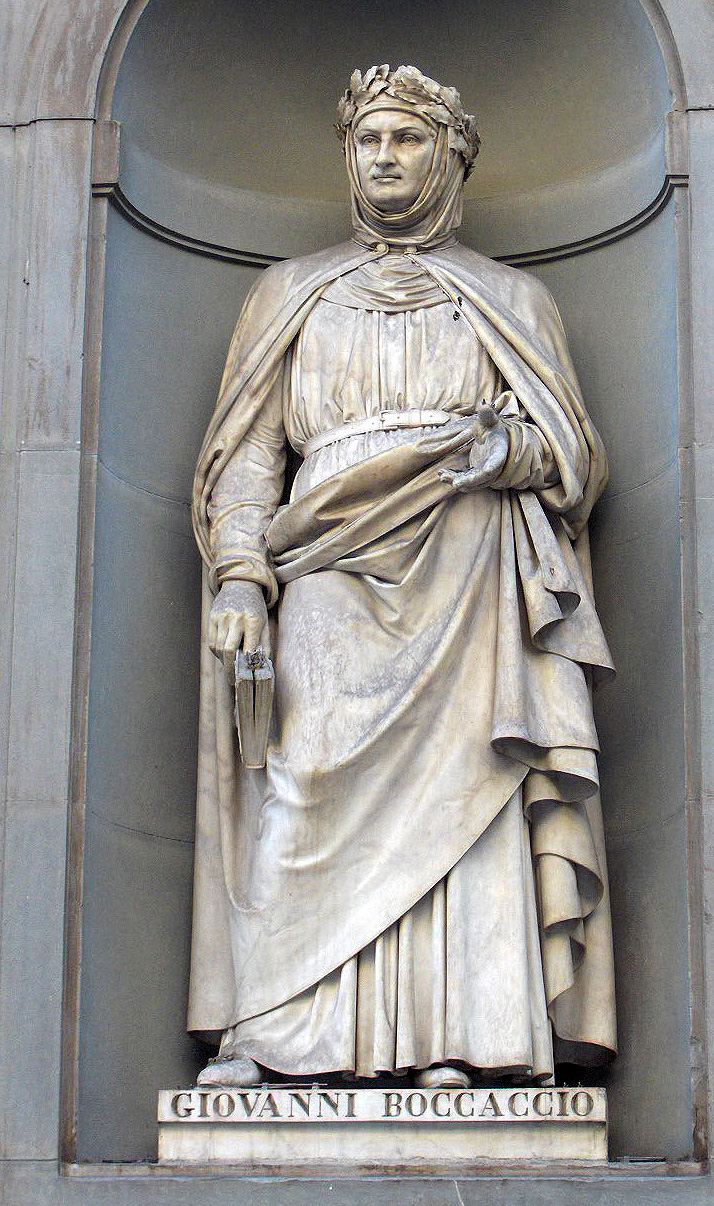
Socha Giovanni Boccaccia ve Florencii (Uffizi)
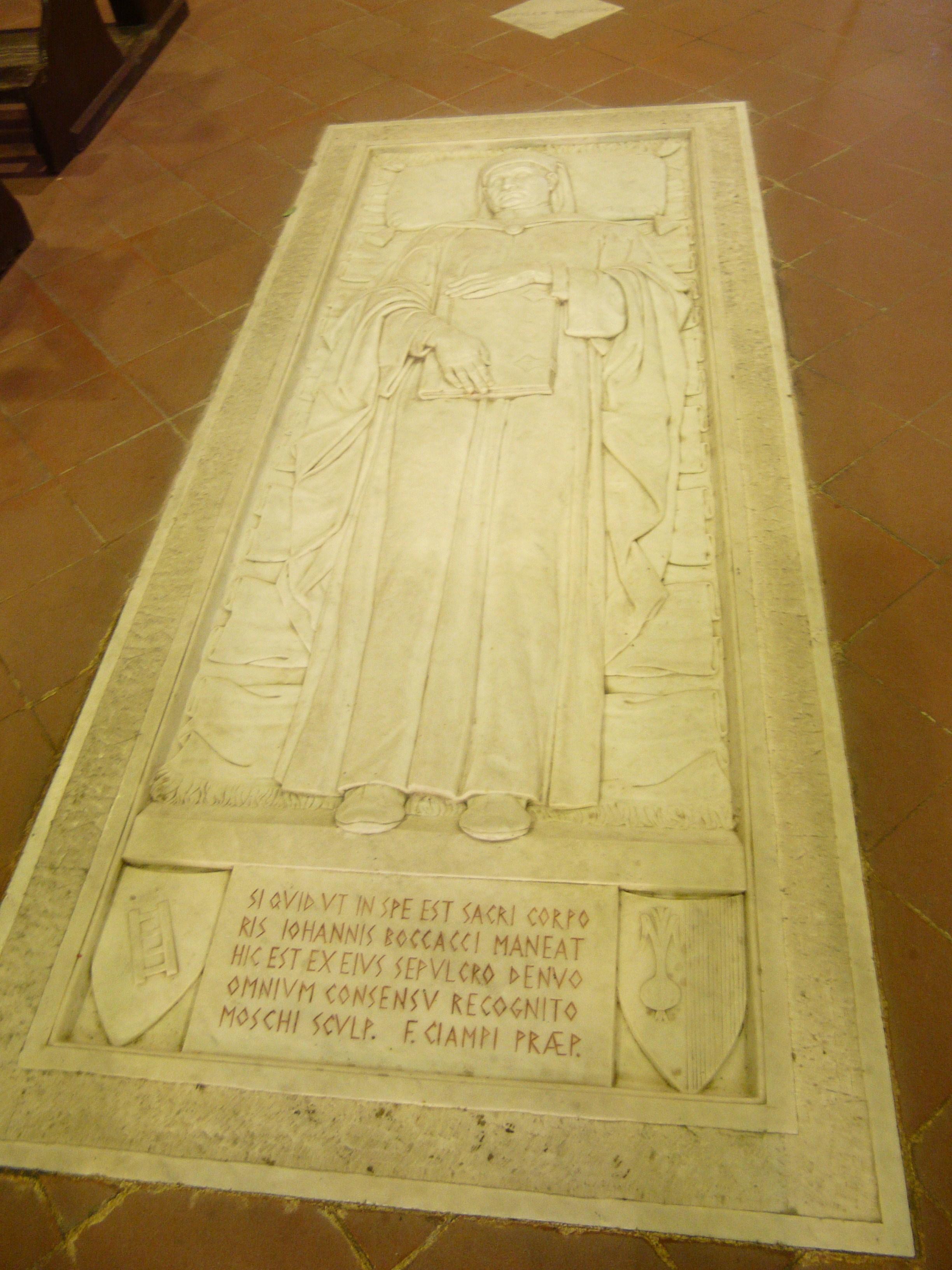
Boccacciův hrob v Certaldu (Chiesa dei Santi Jacopo e Filippo)